# Sezione d'urto
In fisica, la sezione d'urto (in inglese  cross section) è una quantità adoperata per descrivere un processo d'interazione tra particelle, come la diffusione o l'assorbimento, quantificando la probabilità che uno stato iniziale di particella risulti trasformato, a seguito dell'evento d'interazione, in un nuovo stato. Ha le dimensioni di un'area, ed è abitualmente misurata in barn ({\displaystyle 1\ \mathrm {b} =10^{-24}\ \mathrm {cm} ^{2}}) o suoi sottomultipli.
La sezione d'urto, indicata spesso con {\displaystyle \sigma }, è una grandezza intrinseca del singolo processo. Tuttavia la si può pensare, in analogia con la fisica classica, come l'area, misurata attorno ad una particella bersaglio, all'interno della quale la presenza di una seconda particella genera fenomeni di interazione tra i due corpi. In questo senso la sezione d'urto può essere interpretata come l'area "efficace" di un determinato processo di diffusione (scattering).
Gran parte degli esperimenti in fisica nucleare avviene per bombardamento di un bersaglio fisso (o targhetta, anglismo dall'inglese target) tramite un fascio di particelle. I dati sulla diffusione dei proiettili permettono di risalire alla forma del bersaglio, del proiettile e al tipo di interazione presente tra di essi. La misura di queste forme può avvenire grazie allo studio della sezione d'urto, che esprime la probabilità che il processo di scattering venga rilevato ad una fissata energia del fascio di particelle incidente.

## Definizione
Si consideri un fascio di {\displaystyle N_{0}} particelle, il cui flusso, ovvero il numero di particelle incidenti per unità di tempo e di superficie, è dato da:
{\displaystyle \Phi ={\frac {N_{0}}{\Delta S\Delta t}}={\frac {N_{0}\Delta x}{\Delta S\Delta t\Delta x}}={\frac {N_{0}v}{V}}=n_{i}v}
dove {\displaystyle \Delta S} è l'area della superficie del bersaglio, {\displaystyle \Delta t} l'intervallo di tempo considerato, {\displaystyle V} il volume, {\displaystyle v} la velocità delle particelle incidenti e {\displaystyle n_{i}} la loro densità volumica.
Si consideri poi un bersaglio di spessore {\displaystyle \Delta x} e composto da {\displaystyle N_{b}} particelle bersaglio, delle quali
{\displaystyle {\frac {N_{b}}{\Delta S}}={\frac {N_{b}\Delta x}{V}}=n_{b}\Delta x}
sono quelle investite dal fascio per unità di superficie, dove {\displaystyle n_{b}} è la densità volumica di particelle del bersaglio.
La sezione d'urto è la quantità {\displaystyle \sigma } definita dalla relazione
{\displaystyle n_{b}\sigma \Delta x=-{\frac {\Delta \Phi }{\Phi }}}
dove {\displaystyle \Delta \Phi } è la variazione del flusso dopo essersi scontrato con il bersaglio, anche chiamata "attenuazione".
L'unità di misura della sezione d'urto è il barn, mentre nelle unità naturali (ovvero con c = ħ = 1) si misura in {\displaystyle [{\text{eV}}^{-2}].}
La legge che descrive la variazione del flusso è
{\displaystyle \Phi (x)=\Phi _{0}e^{-n_{b}\sigma x}}
ed è inoltre possibile definire il coefficiente di assorbimento
{\displaystyle \mu =\sigma _{r}\cdot n_{b}}
e la lunghezza di attenuazione
{\displaystyle \lambda ={\frac {1}{\mu }}}
Se si considerano le interazioni tra le particelle del fascio con il bersaglio, si ha la relazione:
{\displaystyle {\frac {\mathrm {d} n}{\mathrm {d} t}}=I_{0}n_{T}{\frac {\sigma }{S}}}
dove dn/dt è il numero di interazioni al secondo, {\displaystyle I_{0}} il numero di particelle incidenti per secondo, {\displaystyle n_{T}} il numero di particelle del bersaglio e S la sezione del fascio.
Tale relazione si può scrivere introducendo la densità {\displaystyle \rho _{T}} del bersaglio:
{\displaystyle {\frac {\mathrm {d} n}{\mathrm {d} t}}=I_{0}\rho _{T}\sigma \mathrm {d} z}
si ottiene che il numero di interazioni è:
{\displaystyle \mathrm {d} n=\rho _{T}\sigma \mathrm {d} zI_{0}\mathrm {d} t=\rho _{T}\sigma \mathrm {d} zN_{0}}
dove {\displaystyle N_{0}} è l'integrale nel tempo dell'intensità del fascio, e rappresenta il numero totale di particelle del fascio.

## Sezione d'urto differenziale
Si supponga che le particelle deviate dal bersaglio vengano rivelate in un angolo solido (sotteso da una corona sferica di larghezza infinitesimale):
{\displaystyle \mathrm {d} \Omega =2\pi \sin \theta \mathrm {d} \theta }
Le particelle diffuse nell'unità di tempo nell'angolo solido sono
{\displaystyle \mathrm {d} {\dot {N_{f}}}={\dot {N_{f}}}\mathrm {d} \Omega =\Phi N_{b}\mathrm {d} \sigma }
dove l'indice f indica lo stato finale. La sezione d'urto differenziale è data da
{\displaystyle {\frac {\mathrm {d} \sigma }{\mathrm {d} \Omega }}={\frac {\dot {N_{f}}}{\Phi N_{b}}}}
Che è il rapporto tra il numero di particelle diffuse nell'unità di tempo e la luminosità
{\displaystyle \mathrm {L} =\Phi N_{b}}
Lo stato finale è caratterizzato da diverse variabili; se per esempio si conosce l'impulso delle particelle del fascio incidente nello stato finale, la sezione d'urto sarà data dall'integrale sull'intervallo delle variabili nello stato finale, cioè
{\displaystyle \sigma =\int _{f}{\frac {\mathrm {d} \sigma }{\mathrm {d} p}}\mathrm {d} p'}
Nel paragrafo precedente si è visto che
{\displaystyle \mathrm {d} n(\theta )=N_{0}\rho _{T}\mathrm {d} z\mathrm {d} \sigma }
Tale relazione si può scrivere:
{\displaystyle \mathrm {d} n(\theta )\,\mathrm {d} \Omega =N_{0}\rho _{T}\mathrm {d} z\,\mathrm {d} \sigma \,\mathrm {d} \Omega }
che, considerando un solo nucleo e introducendo la densità del fascio {\displaystyle n_{0}=N/S}, diventa:
{\displaystyle \mathrm {d} n(\theta )=n_{0}{\frac {\mathrm {d} \sigma \mathrm {d} \Omega }{\mathrm {d} \Omega }}}
Dal momento che le particelle deflesse ad un angolo {\displaystyle \theta } entro l'angolo solido {\displaystyle d\Omega } sono quelle che attraversano
l'anello
{\displaystyle \mathrm {d} S=2\pi b\mathrm {d} b}
si ha che:
{\displaystyle \mathrm {d} n(\theta )=n_{0}\mathrm {d} S=n_{0}{\frac {\mathrm {d} \sigma \mathrm {d} \Omega }{\mathrm {d} \Omega }}}
utilizzando l'espressione esplicita dell'angolo solido si ottiene l'espressione per la sezione d'urto differenziale:
{\displaystyle {\frac {\mathrm {d} \sigma }{\mathrm {d} \Omega }}=-{\frac {b\,\mathrm {d} b}{\sin \theta \,\mathrm {d} \theta }}}

## Probabilità di transizione
Un propagatore è una funzione matematica che consente di seguire l'evoluzione temporale di una particella che si muove all'interno di un campo. Per poter studiare processi di interazione tra particelle si fa, così, ricorso ad un particolare operatore, detto propagatore di Feynman, che consente di descrivere la cosiddetta ampiezza di transizione:
{\displaystyle w_{fi}={\frac {\left|S_{fi}\right|^{2}}{T}}}
dove Sfi è un elemento della matrice S.
Con questa rapidità di transizione - che altro non è se non il rapporto tra la probabilità di transizione, ovvero il rapporto tra eventi favorevoli ed eventi possibili, e il tempo tipico della stessa, ovvero quanto tempo questa persiste - si può dare una nuova definizione di sezione d'urto:
{\displaystyle \mathrm {d} \sigma ={\frac {w_{fi}}{\left\|{\vec {J}}_{inc}\right\|}}\mathrm {d} n_{f}}
dove Jinc è il flusso incidente e dnf il numero di stati finali nel cono dΩ.

## Flusso incidente
Il flusso incidente altro non è se non la densità delle particelle che si scontrano. Si possono definire due flussi differenti, a seconda del sistema di riferimento in cui si calcola tale flusso.
Nel sistema del laboratorio, ovvero il sistema in cui il bersaglio è fermo e i proiettili in moto, il flusso risulta:
{\displaystyle \left\|{\vec {J}}_{inc}\right\|=j_{p}\rho _{t}}
dove jp è la densità di flusso delle particelle proiettile e ρt la densità delle particelle bersaglio.
Vediamo un esempio: supponiamo che due particelle si scontrino una contro l'altra. Definita con vr la velocità relativa tra le particelle e con V il volume a disposizione delle stesse, la prima densità sarà pari al rapporto tra il modulo della velocità e il volume stesso, il cui inverso è anche pari alla densità del bersaglio. Di conseguenza:
{\displaystyle \left\|{\vec {J}}_{inc}\right\|={\frac {\left\|{\vec {v}}_{r}\right\|}{V^{2}}}}
Questa espressione diventa anche il flusso incidente nel sistema del centro di massa, quando al posto della velocità relativa si inserisce la velocità calcolata in questo secondo sistema:
{\displaystyle \left\|{\vec {v}}_{r(CM)}\right\|=\left({\frac {\left\|{\vec {P}}_{a}\right\|}{E_{a}}}+{\frac {\left\|{\vec {P}}_{b}\right\|}{E_{b}}}\right)}
dove con P viene indicato l'impulso, e con E l'energia, mentre i pedici a e b consentono di distinguere tra i due fasci, che generalmente sono composti da particelle differenti.